# Сан Роко (Павија)
Сан Роко је насеље у Италији у округу Павија, региону Ломбардија.
Према процени из 2011. у насељу је живело 314 становника. Насеље се налази на надморској висини од 203 м.